# James Flack Norris Award
Der James Flack Norris Award (James Flack Norris Award in Physical Organic Chemistry) der American Chemical Society (Northeastern Section) ist ein Preis in Physikalischer Organischer Chemie, der seit 1965 jährlich verliehen wird. Er ist mit 5000 Dollar dotiert. Er wird unabhängig von der Nationalität verliehen und ist nach James Flack Norris (1871–1940) benannt, Chemie-Professor am Massachusetts Institute of Technology.
Es gibt auch einen James Flack Norris Award for Outstanding Achievement in the Teaching of Chemistry.

## Preisträger
- 1965 Christopher K. Ingold
- 1966 Louis P. Hammett
- 1967 Saul Winstein
- 1968 George S. Hammond
- 1969 Paul D. Bartlett
- 1970 Frank H. Westheimer
- 1971 Cheves Walling
- 1972 Stanley J. Cristol
- 1973 Kenneth B. Wiberg
- 1974 Gerhard L. Closs
- 1975 Kurt Mislow
- 1976 Howard E. Zimmerman
- 1977 Edward M. Arnett
- 1978 Jerome A. Berson
- 1979 John D. Roberts
- 1980 Ronald Breslow
- 1981 Jay K. Kochi
- 1982 Andrew Streitwieser Jr.
- 1983 Glen A. Russell
- 1984 Michael J. S. Dewar
- 1985 Paul G. Gassman
- 1986 John I. Brauman
- 1987 Paul von Ragué Schleyer
- 1988 Nicholas Turro
- 1989 William von E. Doering
- 1990 Norman L. Allinger
- 1991 Kendall N. Houk
- 1992 Joseph F. Burnett
- 1993 Keith U. Ingold
- 1994 George Whitesides
- 1995 William P. Jencks
- 1996 Thomas C. Bruice
- 1997 Julius Rebek Jr.
- 1998 Peter J. Stang
- 1999 Barry K. Carpenter
- 2000 Martin E. Newcomb
- 2001 Josef Michl
- 2002 Charles H. DePuy
- 2003 Robert G. Bergman
- 2004 Charles Dale Poulter
- 2005 Martin Saunders
- 2006 Michael R. Wasielewski
- 2007 Ben L. Feringa
- 2008 Dennis A. Dougherty
- 2009 Bernd Giese
- 2010 John E. Baldwin
- 2011 Weston T. Borden
- 2012 Hans J. Reich
- 2013 Ned A. Porter
- 2014 Matthew S. Platz
- 2015 Charles L. Perrin
- 2016 Juan C. Scaiano
- 2017 Robert A. Moss
- 2018 Cynthia J. Burrows
- 2019 Eric V. Anslyn
- 2020 Herbert Mayr
- 2021 Peter Chen
- 2022 Sijbren Otto
- 2023 Donna G. Blackmond
- 2024 David Crich
- 2025 Miguel A. García-Garibay[2]
- 2026 James M. Mayer[3]